# Stall, Bezirk Spittal an der Drau
Stall là một thị xã ở huyện Spittal an der Drau bang Carinthia, Áo. Đô thị này có diện tích 96,41 km², dân số thời điểm 31 tháng 12 năm 2005 là 1868 người.